# Elidor, det gyllene landet
Elidor, det gyllene landet (originaltitel: Elidor) är en fantasyroman av den brittiske författaren Alan Garner och som ursprungligen publicerades år 1965. Boken illustrerades av Charles Keeping. En svensk översättning publicerades år 1971.

## Handling
I handlingens centrum står ett gäng tonåringar som kämpar mot ondskan. Handlingen utspelar sig både i vår vanliga, verkliga värld -  Manchester och i norra Cheshire, England - och i fantasivärlden Elidor. 

## Bakgrund
Boken är, mer eller mindre, inspirerad av engelsk och irländsk mytologi. Ordet Elidor kommer ursprungligen från Giraldus Cambrensis beskrivning av Wales, Descriptio Cambriæ. I berättelsen ska Elidor ha varit en son till en präst och blivit ledd av dvärgar till ett slott gjort av guld som ska ha funnits i ett vackert land som inte träffades av solsken. Detta stämmer även överens med Garners beskrivning av Glorias i landet Elidor.

## Andra referenser
Elidor inleds med ett citat från William Shakespeares pjäs Kung Lear: "Childe Rowland to the Dark Tower came."
Detta citat refererar även till en engelsk folksaga, Childe Rowland, som stora delar av Elidor influerats av. Childe Rowland är en saga där Rowland är huvudpersonen, men den handlar även om hans två bröder och hans syster Burd Ellen. Rowland sparkar en boll över en kyrka och när Burd Ellen försöker hämta den så försvinner hon. Rowlands bröder försöker hitta henne, men de återvänder inte - så Rowland får försöka rädda dem. Senare måste Rowland beordra en dörr vid sidan av en kulle att öppna sig - och där inne hittar han sin syster Burd Ellen under en förtrollning. 
I det fiktiva landet Elidor finns det fyra slott - Findias i söder, Falias i väst, Murias i norr och Glorias i öst. Namnen på slotten syftar på städerna där folkslaget Tuatha Dé Danann ska ha bott enligt irländsk mytologi. I boken finns det även fyra skatter som också refererar till Tuatha Dé Danann.
Bokens slut refererar till en medeltida berättelse om "jungfrun och enhörningen" - där bara en ung jungfrus lugnande närvaro kan tämja den vilda enhörningen, så att den kan dödas. I boken Elidor sjunger den döende enhörningen en sång och denna handling för ljus till Elidor.

## Filmatisering
Det har ännu inte gjorts någon långfilm baserad på Garners bok. Men däremot finns det en TV-serie baserad på boken som sändes 1995, med bland andra Gavin J. Morris och Alexander Trippier i rollerna. Se Elidor.